# Pandanus bathiei
Pandanus bathiei är en enhjärtbladig växtart som beskrevs av Ugolino Martelli. Pandanus bathiei ingår i släktet Pandanus och familjen Pandanaceae.
Artens utbredningsområde är Madagaskar. Inga underarter finns listade.